# Iványi Pál
Iványi Pál (Budapest, 1942. augusztus 25. –), gépészmérnök, magas rangú kommunista politikus, Budapest fővárosi tanácsának elnöke 1986 és 1988 között.

## Élete
Iványi Mátyás kereskedősegéd és Pelyva Margit varrónő gyermekeként született. Apja 1945-ben elhunyt, 1948-tól anyjával és nevelőapjával Nagykanizsán élt, ahol általános iskolába járt, majd a soproni Erdészeti Technikumban leérettségizett, egyúttal technikusi oklevelet szerzett. Elhelyezkedett segédmunkásnak, 1967-ben diplomázott a Budapesti Műszaki Egyetem Gépészmérnöki Karán. 1969. decembertől a Kísérleti és Kutatási Főosztály Motorkutató Laboratóriuma vezetőjeként dolgozott. 
1969-ben belépett a Magyar Szocialista Munkáspártba és az MSZMP Központi Bizottsága Politikai Főiskoláját is elvégezte. Aktív pártpolitikai életet élt, megfordult a MALÉV-nál, mint a pártbizottsági titkár, majd 1980-tól MSZMP Budapesti Bizottsága Gazdaságpolitikai Osztályának vezetője lett, 1984. decemberben felkérték a pártközpontba gazdaságpolitikai osztályvezető-helyettesnek, amit el is fogadott, később a Központi Bizottságnak és a Politikai Bizottságának is tagja lett. 
1986 decemberében megválasztották a Budapest Fővárosi Tanács elnökévé és ezt a posztot két éven keresztül betöltötte. Utóda Bielek József lett. Németh Miklós kormányában Gazdaságstratégiai Munkabizottságot vezette. Az MSZMP 1989-es megszűnése után felhagyott a politikával és visszavonult a közélettől.